# Carl Heiligenstadt
Carl August Franz Rudolf Heiligenstadt (* 8. Oktober 1860 in Geestemünde; † 5. Juni 1920 in Berlin) war Bankdirektor und Mitglied des Deutschen Reichstags.

## Leben
Heiligenstadt studierte Staatswissenschaften und Landwirtschaft auf den Universitäten Leipzig, Berlin und Heidelberg. Er erlernte vor dem Universitätsstudium praktisch die Landwirtschaft und war nach Beendigung der Universitätsstudien längere Jahre im Bankfach tätig. Am 1. April 1894 wurde er als Hilfsarbeiter zur Bearbeitung statistischer und volkswirtschaftlicher Fragen in die Reichsbank und am 1. Oktober 1895 in das Direktorium der Preußischen Central-Genossenschaftkasse als Mitglied berufen. Heiligenstadt hat neben anderen kleinen Arbeiten in Conrads und Schmollers Jahrbüchern eine Reihe größerer Aufsätze über Bankwesen und Bankpolitik und Handelsbilanz, außerdem Die Preußische Central-Genossenschaftskasse, Jena 1897 veröffentlicht.
Ab 1898 war er Mitglied des Deutschen Reichstags für den Wahlkreis Regierungsbezirk Magdeburg 6 Wanzleben und die Nationalliberale Partei. Sein Mandat legte er am 5. Juli 1900 nieder.
Carl Heiligenstadt starb 1920 im Alter von 59 Jahren in Berlin und wurde auf dem dortigen St.-Hedwigs-Friedhof an der Liesenstraße beigesetzt. Das Grabmal ist nicht erhalten.